# 僕達の舞台
「僕達の舞台」（ぼくたちのぶたい）は、日本の音楽ユニット・ナナムジカの3作目のシングル。

## 概要
- 前作「くるりくるり」から約3ヶ月ぶりのシングル。
- 表題曲は西田敏行主演のドラマ『特命!刑事どん亀』の主題歌に起用され、2作連続でのドラマ主題歌となった[1]。

## 収録曲
1. 僕達の舞台
作詞・作曲：松藤由里
編曲：243
松藤が作詞も手掛けた初の楽曲で、ロックの要素が取り入れられている[2]。ドラマ『特命!刑事どん亀』の第1話を観賞後に制作された[3]。
2. 雨あがる時、僕ら
作詞：西島梢
作曲・編曲：松藤由里
3. 僕達の舞台 (インストゥルメンタル)
作曲：松藤由里
編曲：243
表題曲のインストゥルメンタル。

## タイアップ
- TBS系列ナショナル劇場『特命!刑事どん亀』主題歌 (#1)